# Glipa sauteri atripes
Glipa sauteri atripes es una subespecie de coleóptero de la familia Mordellidae.

## Distribución geográfica
Habita en Laos.